# Rocco Cattaneo

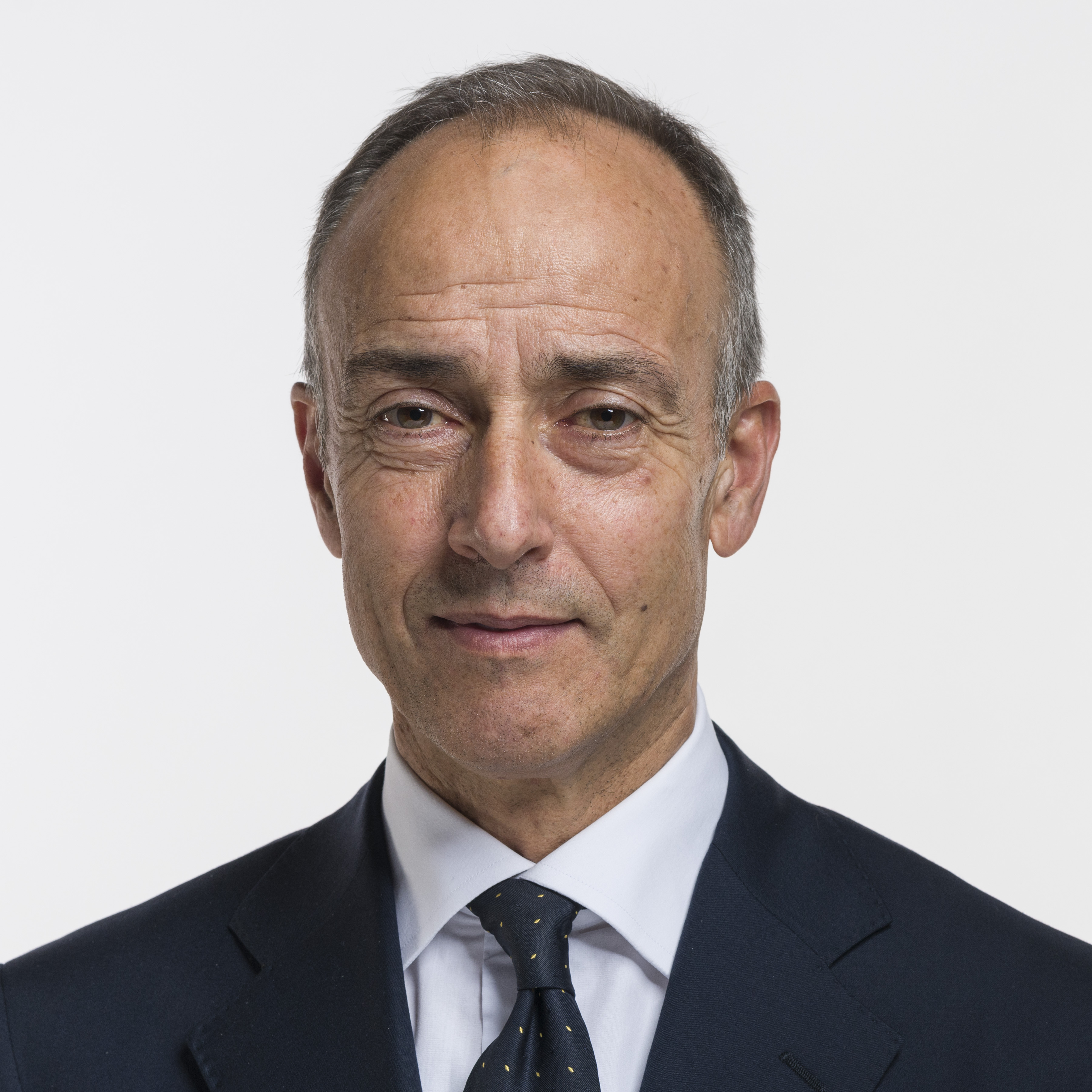
Rocco Cattaneo (2019)

Rocco Nicola Luigi Cattaneo (* 6. Dezember 1958 in Lugano; heimatberechtigt in Monteceneri) ist ein Schweizer Politiker (FDP), Unternehmer, Radsportfunktionär und ehemaliger Radsportler. Von 2017 bis 2021 war er Präsident des Europäischen Radsportverbandes UEC. Seit November 2017 ist er Nationalrat.

## Unternehmer
Rocco Cattaneo übernahm das 1953 von seinem Vater Egidio aufgebaute Unternehmen City Carburoil SA. Das Unternehmen hat seinen Sitz in Monteceneri, beschäftigt 230 Mitarbeiter und betreibt unter anderem Tankstellen und Autobahnraststätten. 2020 trat er als Delegierter des Verwaltungsrats zurück. Cattaneo ist zudem am Wasserpark Splash & Spa Tamaro beteiligt und amtet als dessen Verwaltungsratspräsident. Weiter ist er Verwaltungsratspräsident der Unternehmensberatungsgesellschaft Business Up SA, Verwaltungsratsdelegierter und Geschäftsführer des Logistikunternehmens Sviluppo Traffici Internazionali SA (STISA) sowie einziges Verwaltungsratsmitglied und Geschäftsführer der Finanzierungsgesellschaft S’ROK AG.
Er ist Präsident der Fondazione Egidio e Mariangela Cattaneo sowie Stiftungsratsmitglied der Stiftung «Schwiizer hälfed Schwiizer» und der Stiftung der Päpstlichen Schweizergarde im Vatikan. Zudem sitzt er im Vereinsvorstand der Camera di Commercio Canton Ticino (Cc-Ti) und der Swiss Label, Gesellschaft zur Promotion von Schweizer Produkten und Dienstleistungen. Er ist Präsident des Consiglio Parrocchiale Bironico und Mitglied des Wissenschaftlichen Beirats des Centro competenze tributarie der Scuola universitaria professionale della Svizzera italiana (SUPSI).

## Politiker
Drei Legislaturperioden, 1984–2000, sass Cattaneo im Gemeinderat (Legislative) seines Heimatortes Bironico (seit 2010 Teil von Monteceneri). Von 2012 bis 2017 war er Vorsitzender der Tessiner FDP. Er gehörte zu den Unterstützern der Volksinitiative «Zur Förderung der Velo-, Fuss- und Wanderwege (Velo-Initiative)», wonach unter anderem die Förderung des Fahrrads in der Bundesverfassung festgeschrieben und zu einer Aufgabe des Bundes werden sollte. (Die Initiative wurde zugunsten des direkten Gegenentwurfs zurückgezogen; dieser wurde angenommen.)
Als Nachfolger von Ignazio Cassis, der 2017 in den Bundesrat gewählt wurde, rückte Cattaneo in den Nationalrat nach und wurde am 27. November 2017 vereidigt. 2019 wurde er bestätigt. Er ist Mitglied der Sicherheitspolitischen Kommission und der parlamentarischen Gruppen «Bergberufe», «Bergbevölkerung», «Bürgergemeinden und Korporationen», «Glasfasernetz Schweiz», «Italianità», «Kommunalpolitik», «Landesausstellung», «Sport», «Wasserstoff» sowie «Wirtschafts- und währungspolitischer Arbeitskreis» (Stand: April 2022).

## Privates
Cattaneo ist verheiratet und Vater von drei Töchtern. Sein Vater liess zur Erinnerung an seine früh verstorbene Ehefrau die von Mario Botta entworfene Kapelle Santa Maria degli Angeli errichten.
In der Schweizer Armee war Cattaneo Gefreiter.

## Sport

### Laufbahn
1976 wurde Cattaneo Schweizer Junioren-Meister im Strassenrennen. 1979 siegte er im Rennen Pruntrut–Zürich. 1980 gehörte er dem schweizerischen Team bei der Internationalen Friedensfahrt an. Im Gesamtklassement belegte er den 24. Platz. 1981 gewann er eine Etappe des Giro della Valsesia und 1985 eine Etappe beim Grand Prix Guillaume Tell. 1986 startete er beim Giro d’Italia und belegte in der Gesamtwertung Rang 30, und 1987 wurde er Fünfter der Tour de Suisse. Er nahm zweimal am Giro d’Italia teil, bestritt zwei Austragungen der Tour de Suisse und war viermal bei Strassen-Weltmeisterschaften am Start. 1994 beendete er seine aktive Sportlaufbahn.
Auch anschliessend bestritt Cattaneo noch Radrennen. So gewann er 2017 die Maratona dles Dolomites in seiner Altersklasse.

#### Erfolge
1976
- Schweizer Junioren-Meister – Strassenrennen

#### Teams
- 1986 Cilo-Aufina
- 1987 Paini-Bottecchia-Sidi
- 1994 Saxon-Selle Italia

### Sportfunktionär
Von 1989 bis 1994 sowie von 2001 bis 2003 war Cattaneo Vorstandsmitglied des Schweizer Radsportverbandes Swiss Cycling. Er war Präsident der Organisationskomitees für die UCI-Strassen-Weltmeisterschaften 1996 in Lugano und der UCI-Mountainbike-Marathon-Weltmeisterschaften im Jahre 2003. Seit 2006 ist er Vizepräsident der Stiftung World Cycling Centre Foundation in Aigle, Mitglied des Management Committee der UCI und Präsident von deren Audit and Finance Committee.
Im März 2013 wurde er zum Vizepräsidenten des Europäischen Radsportverbandes UEC gewählt, dessen Vorstand er bereits von 2005 bis 2013 angehört hatte. Im September 2017 wurde er in einer ausserordentlichen Sitzung zum Interimspräsidenten der UEC gewählt, nachdem sein Vorgänger David Lappartient kurz zuvor zum Präsidenten des Weltradsportverbandes UCI gekürt worden war. Am 11. März 2018 wurde er auf der UEC-Delegiertenversammlung in Istanbul in seinem Amt als Präsident bestätigt. Am 6. März 2021 wurde er durch Enrico Della Casa abgelöst.